# Nissan Qashqai
Nissan Qashqai (type J10) (i Japan og Australien kaldet Nissan Dualis) er en SUV-model fra den japanske bilfabrikant Nissan Motor. Modellen er opkaldt efter det iranske nomadefolk Qashqai.

## Historie
Den serieproducerede model blev præsenteret på Paris Motor Show den 6. september 2006 og kom på markedet den 24. februar 2007. I modelprogrammet ligger den størrelsesmæssigt mellem Nissan Tiida og Nissan X-Trail. Modellen har træk fra konceptbilen med samme navn, som blev præsenteret på Geneve Motor Show i marts 2004.
Bilen er den første serieproducerede model, som indveg det i 2003 nyåbnede Nissan Design Center Europe i London. Derudover bygges Qashqai i Sunderland i Storbritannien, og teknikken stammer fra udviklingscentret i Cranfield.

## Udstyr
Nissan Qashqai findes i fire forskellige versioner: Med basisudstyr kaldet Visia, det mellemste udstyrsniveau kaldet Acenta, det hævede udstyrsniveau kaldet I-Way og topmodellen Tekna. Som standardudstyr har alle versioner klimaanlæg, centrallåsesystem med fjernbetjening, el-ruder og radio med cd-afspiller og Bluetooth. Sikkerhedsudstyret omfatter seks airbags, tågeforlygter, ABS, ESP, HFC (hydraulisk udligning af bremsekraften), EBD og CBC. Mod merpris eller i de højere udstyrede versioner er der ekstraudstyr som f.eks. lædersæder, 17" alufælge, xenonforlygter, panoramaglastag, cd-skifter eller navigationssystem med bakkamera.

## Qashqai+2
I oktober 2008 introduceredes en forlænget version kaldet Qashqai+2. Med 4,53 m er den 21 cm længere end den fempersoners Qashqai, og har med en tredje sæderække to ekstra sæder, som kan fældes ned i gulvet. Også akselafstanden er blevet forlænget med 13 cm og højden vokset med 4 cm.
Udefra kan Qashqai+2 kendes på tagrælingen, større tredje sideruder, nyformede døre og en ændret taglinje såvel som en ny kølergrill, en større bagrude og en modificeret stødfanger. I kabinen kan den anden sæderække klappes frem i tre dele og kan lænes bagud i ni forskellige positioner. Bagagerummet rummer med sænket tredje sæderække 500 liter og dermed 90 liter mere end den normale Qashqai.
De fire motorvarianter og tre udstyrsvarianter er de samme som i den normale Qashqai. Også panoramaglastaget fås i den forlængede udgave, men er dog 14 cm større.
- Qashqai bagfra
- Nissan Qashqai+2
(2008–2010)
- Qashqai+2 bagfra

## Teknik
Bilen kan leveres med både for- (2WD) og firehjulstræk (All-Mode 4x4), og der kan vælges mellem fire forskellige motorer:
Benzinmotorer med multipoint-indsprøjtning
| Model | Cylindre | Ventiler | Slagvolume cm³ | Max. effekt kW (hk) / omdr. | Max. drejningsmoment Nm / omdr. | Motorkode | 0-100 km/t sek. | Topfart km/t | Byggeår     |
| ----- | -------- | -------- | -------------- | --------------------------- | ------------------------------- | --------- | --------------- | ------------ | ----------- |
| 1.6   | 4        | 16       | 1598           | 84 (114) / 6000             | 156 / 4400                      | HR16DE    | 12,0            | 175          | 2007 − 2010 |
| 1.6   | 4        | 16       | 1598           | 86 (117) / 6000             | 158 / 4400                      | HR16DE    | 11,9            | 181          | 2010 −      |
| 2.0   | 4        | 16       | 1997           | 104 (141) / 6000            | 196 / 4800                      | MR20DE    | 10,1            | 195          | 2007 −      |

1,6-litersmotorerne har forhjulstræk og femtrins manuel gearkasse. 2,0-litersmotoren findes både med sekstrins manuel gearkasse eller trinløs gearkasse (CVT) og med for- såvel som firehjulstræk. 
Dieselmotorer med commonrail-indsprøjtning
| Model   | Cylindre | Ventiler | Slagvolume cm³ | Max. effekt kW (hk) / omdr. | Max. drejningsmoment Nm / omdr. | Motorkode | 0-100 km/t sek. | Topfart km/t | Byggeår     |
| ------- | -------- | -------- | -------------- | --------------------------- | ------------------------------- | --------- | --------------- | ------------ | ----------- |
| 1.5 dCi | 4        | 8        | 1461           | 76 (103) / 4000             | 240 / 2000                      | K9K       | 12,2            | 176          | 2007 − 2010 |
| 1.5 dCi | 4        | 8        | 1461           | 81 (110) / 4000             | 240 / 1750                      | K9K       | 12,4            | 177          | 2010 −      |
| 1.6 dCi | 4        | 16       | 1598           | 96 (130) / 4000             | 320 / 1750                      | R9M       | 10,3            | 190          | 2011 −      |
| 2.0 dCi | 4        | 16       | 1995           | 110 (150) / 4000            | 320 / 2000                      | M9R       | 9,5             | 194          | 2007 −      |

1,5 dCi har forhjulstræk og sekstrins manuel gearkasse. 1,6 dCi og 2,0 dCi fås med firehjulstræk og manuel eller automatisk gearkasse og har partikelfilter som standard.
Gearkasser
- Femtrins manuel (kun 1,6)
- Sekstrins manuel
- Sekstrins automatisk (kun 2,0 dCi)
- Trinløs CVT (kun 2,0)

## Sikkerhed
Modellen blev i 2007 kollisionstestet af Euro NCAP med et resultat på fem stjerner ud af fem mulige. Med 36,8 ud af 37 mulige point opnåede Qashqai den bedste passagersikkerhed i Euro NCAPs dengang 10-årige historie.

## Facelift
I foråret 2010 gennemgik modellerne Qashqai og Qashqai+2 et facelift. Derved blev såvel forlygterne som kølergrillen og baglygterne tilpasset det aktuelle Nissan-familiedesign.
- Nissan Qashqai (2010−2013)
- Bagfra
- Nissan Qashqai+2
(2010−2013)